# Cura (materiali compositi)

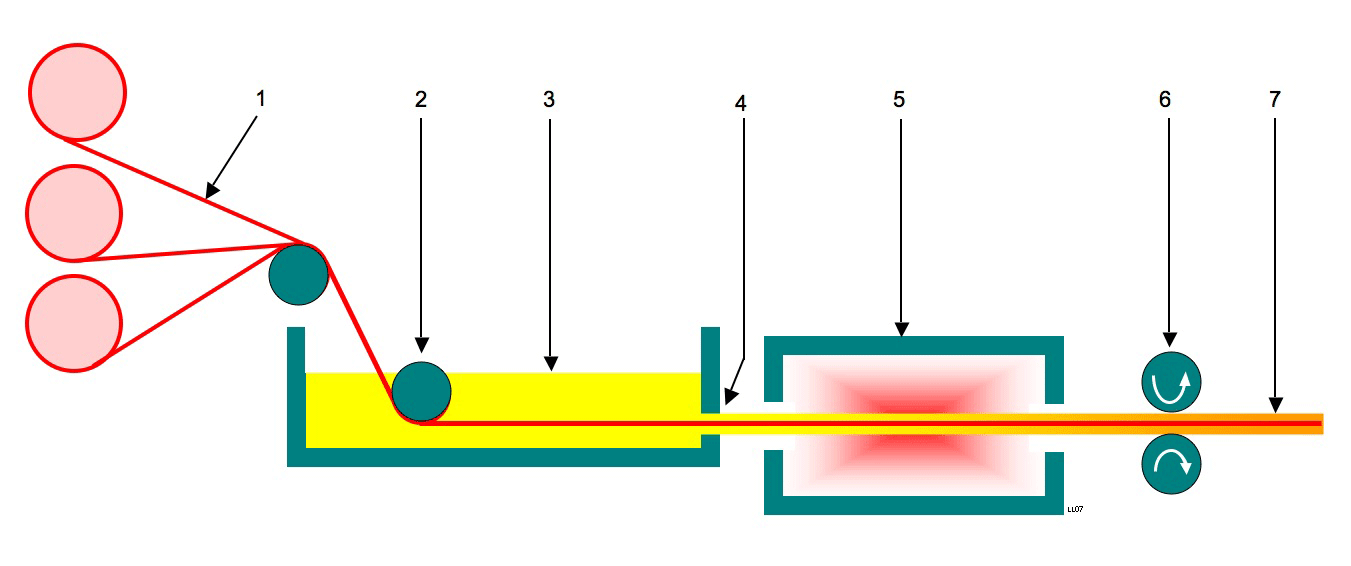
Schema di un processo di pultrusione:
1) Fibre (fase dispersa)
2) Rullo
3) Impregnazione delle fibre con la fase continua (polimero)
4) Uscita dalla vasca di impregnazione
5) Cura
6) Tiraggio
7) Materiale composito (a matrice polimerica rinforzato con fibre continue).

La cura (dall'inglese curing) è il processo attraverso cui si svolge la reticolazione della matrice polimerica che entra nella composizione di un determinato materiale composito.
La cura avviene in 3 stadi:
- stadio di flusso;
- stadio di gel (o gelificazione);
- vetrificazione.

## Stadio di flusso
Lo stadio di flusso è la fase iniziale del processo di cura; durante questa fase il materiale è una soluzione liquida contenente monomeri. Tali monomeri cominciano ad aggregarsi formando catene polimeriche lineari. Aumenta di conseguenza il peso molecolare e la viscosità della soluzione. Si tratta chiaramente di una fase transitoria che sarà seguita dalla gelificazione.

## Gelificazione
La gelificazione è il secondo stadio del processo di cura di un monomero durante la realizzazione di un materiale composito.
La gelificazione è quindi responsabile della trasformazione della resina dallo stato liquido allo stato gommoso. In questo stadio si ha la presenza di due fasi: una parte già solidificata (i legami covalenti iniziano a connettere le catene lineari, formando il network tridimensionale), e una fase ancora liquida che può essere eventualmente estratta con dei solventi.
La reazione continua a velocità abbastanza elevata; in questo stadio la viscosità della resina aumenta molto, a discapito quindi della fluidità.
In ambito alimentare si utilizzano gli additivi alimentari.

## Vetrificazione
La vetrificazione di un polimero durante il processo di cura di un materiale composito si ha quando la temperatura di transizione vetrosa aumenta fino alla temperatura di cura, portando alla trasformazione da gommoso a solido vetroso gelificato (se è avvenuta la gelificazione) o da liquido a vetro non gelificato (se non è avvenuta la gelificazione).
In questo stadio la velocità di cura si riduce e l'ulteriore reticolazione avviene per diffusione.
In questo stadio il materiale ha scarsa deformabilità, ma buona manipolabilità che gli permette di essere estratto dagli stampi e trattato con lavorazioni post-cura.